# Зимске параолимпијске игре 1980.
Зимске параолимпијске игре 1980 ( норв. Paralympiske vinterleker 1980  ), друге зимске параолимпијске игре, одржане су од 1. до 7. фебруара 1980. у Геилу у Норвешкој. Учествовало је 18 земаља са 299 спортиста. Одржана је демонстрациона манифестација у спусту санкама. Могла су да учествују све класе спортиста са сметњама у локомоторном развоју.  У организацији Међународне федерације игара Стоук Мандевил (ИСМГФ) и Међународне спортске федерације инвалида (ИСОД).
Првобитно познате као 2. Зимске Олимпијске игре за особе са инвалидитетом.

## Спортови
- Алпско скијање
- Трке са санкама на леду
- Скијашко трчање

## Земље учеснице
На Зимским параолимпијским играма 1980. учествовало је осамнаест земаља. Аустралија, Данска, Италија и Нови Зеланд су дебитовали. 